# 金田栄一
金田 栄一（かねだ えいいち）は、日本の実業家。歌舞伎座舞台株式会社元代表取締役社長、歌舞伎座元支配人、伝統文化放送元代表取締役社長。文化庁長官表彰受賞者。

## 人物・経歴
東京都出身。1971年3月、立教大学社会学部社会学科卒業。在学中は歌舞伎研究会に所属。1971年4月、松竹株式会社入社。
歌舞伎座宣伝課長、副支配人を経て、1998年5月、歌舞伎支配人に就任。
その後、演劇本部ゼネラルマネージャーを務め、2005年5月から株式会社伝統文化放送(歌舞伎チャンネル)代表取締役社長就任。
2008年、歌舞伎座舞台株式会社代表取締役社長に就任。
2020年「令和二年度文化庁長官表彰」受賞。
放送大学非常勤講師、NHKラジオ講座講師、中央区民カレッジ講師を務めるほか、講演活動や執筆などで活躍する。